# Wondai
Wondai är en ort i Australien. Den ligger i kommunen South Burnett och delstaten Queensland, omkring 170 kilometer nordväst om delstatshuvudstaden Brisbane. Antalet invånare är 2 089.
Trakten runt Wondai är nära nog obefolkad, med mindre än två invånare per kvadratkilometer.. Närmaste större samhälle är Murgon, omkring 11 kilometer nordost om Wondai.
I omgivningarna runt Wondai växer huvudsakligen savannskog. Genomsnittlig årsnederbörd är 951 millimeter. Den regnigaste månaden är mars, med i genomsnitt 168 mm nederbörd, och den torraste är augusti, med 27 mm nederbörd.